# Pulau Pemana
Pulau Pemana är en ö i Indonesien.   Den ligger i provinsen Nusa Tenggara Timur, i den centrala delen av landet, 1 700 km öster om huvudstaden Jakarta. Arean är 7,0 kvadratkilometer.
Terrängen på Pulau Pemana är platt. Öns högsta punkt är 83 meter över havet. Den sträcker sig 2,8 kilometer i nord-sydlig riktning, och 5,2 kilometer i öst-västlig riktning.